# Cosmopterix abnormalis
Cosmopterix abnormalis (лат.) — вид роскошных молей рода Cosmopterix (Cosmopterigidae). Северная Америка.

## Распространение
Встречается на островах Карибского бассейна: Гаити, Каймановы острова, Ямайка.

## Описание
Мелкие молевидные чешуекрылые, размах крыльев менее 1 см, длина переднего крыла от 2,9 до 3,1 мм. От близких видов отличается следующими признаками: полная фасция в базальной области переднего крыла в сочетании с полным отсутствием жёлтых чешуек там, где должна быть поперечная фасция, являются характерными признаками. Переднее крыло блестящее темно-коричневое с красноватым блеском, в базальной области на пятой части неравномерно скошенная внутрь серебристая или бледно-золотистая металлическая фасция, не доходящая до дорсума и суженная в середине, узкая белая дорсальная линия от основания до четверти, широкая бугорчатая серебристая или бледно-золотистая металлическая фасция до половины, перпендикулярная на дорсуме, на дорсуме в 3/4 бугорчатое серебристое или бледно-золотистое пятно до 3/4 ширины крыла, такое же, но меньшее пятно на косту в 3/4, снаружи окаймленное узкой белой костальной полосой, вершинная линия редуцирована до двух-трех серебристых или бледно-золотистых пятен и широкого белого пятна в ресничках (cilia) на вершине, реснички темно-бурые вокруг вершины, на дорсуме к основанию более бледные. Задние крылья блестящие темно-серо-коричневые, реснички серо-коричневые.
Ноги блестящие темно-серо-коричневые, передние лапки с белой линией на голенях и предплюсне, бёдра средних и задних лапок блестящие бледно-золотисто-коричневые, бедро средней лапки с фиолетовым отблеском, голени средней и задней лапок с белыми косыми базальными и медиальными линиями и белыми апикальными кольцами, 1-й, 2-й и 4-й сегменты средних лапок с белыми вершинными кольцами или дорсальными полосками, 1-4-й сегменты задних лапок с белыми или охристыми вершинными кольцами, сегмент 5 полностью белый или охристый, шпоры темно-коричневато-серые, внутренние стороны светлее. Имеют 12 жилок на переднем крыле и 7 жилок на заднем.